# مایکل ارینگتون
مایکل ارینگتون (انگلیسی: Michael Arrington؛ زادهٔ ۱۳ مارس ۱۹۷۰) یک وبلاگ، و کارآفرینی اهل ایالات متحده آمریکا است.